# 308 (Sol y Mar)
El servicio 308 es un recorrido de buses urbanos de la ciudad de Gran Valparaíso. Opera entre el Sector Peñablanca en la comuna de Villa Alemana, Pasando por el sector de Villa Dulce, Miraflores hasta Limonares en la comuna de Viña Del Mar.
Forma parte de la Unidad 3 del sistema de buses urbanos de la ciudad de Gran Valparaíso, siendo operada por la empresa Sol y Mar S.A.

## Zonas que sirve
|  | Villa Alemana |
|  | Quilpué       |
|  | Viña Del Mar  |

## Recorrido[1][2]
| - Villa Alemana - Domeyko - Baquedano - Av. Valparaíso - Quilpué - Freire - Blanco Encalda - Av. Diego Portales - Av. Los Carrera - Camino Troncal - Viña Del Mar - Camino Troncal - Eduardo Titus - Cardenal Samoré - San Carlos - Libertad - Av. Eduardo Frei - Bellavista - Las Rejas - Lusitania - Pza. Miraflores - 1 Norte - Av. Limonares - Av. Principal | - Viña Del Mar - Av. Principal - Av. Limonares - 1 Norte - Pza. Miraflores - Lusitania - Las Rejas - Bellavista - Av. Eduardo Frei - Libertad - San Carlos - Cardenal Samoré - Eduardo Titus - Camino Troncal - Quilpué - Camino Troncal - Av. Los Carrera - Freire - Villa Alemana - Av. Valparaíso - Baquedano - Manuel Montt - Caupolicán - Lautaro - Baquedano - Domeyko |